# Wasserturm Grefrath

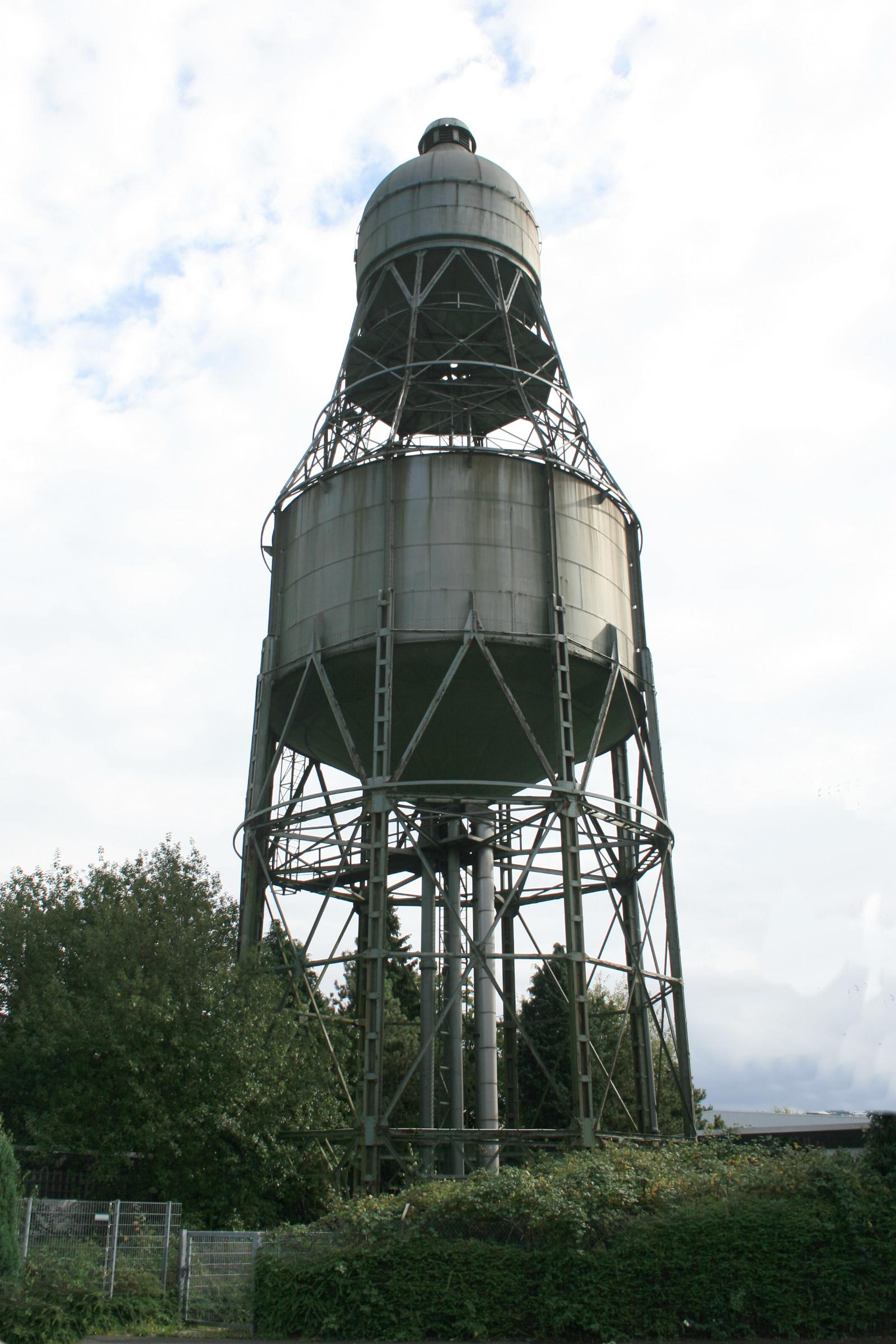
Wasserturm Grefrath

Der Wasserturm Grefrath ist ein 1928 von dem Stahlbau-Unternehmen F. A. Neuman errichteter Wasserturm auf dem Werksgelände der Textilfabrik Johs. Girmes & Co. AG im heutigen Grefrather Ortsteil Oedt in Nordrhein-Westfalen.
Der Turm ist eine 45 Meter hohe Stahlkonstruktion, deren Besonderheit die beiden getrennten Wasserbehälter darstellen. Während der untere Wasserbehälter mit einem Fassungsvermögen von 800 m³ der unternehmenseigenen Wasserversorgung diente, stellte der obere, kleinere Behälter von 175 m³ die Versorgung der damals noch selbständigen Gemeinde Oedt sicher.